# Hiroshi Katayama
Hiroshi Katayama (片山 洋 Katayama Hiroshi?,  nacido el 28 de mayo de 1940 en Jiyugaoka, Meguro, Tokio) es un exfutbolista japonés que se desempeñaba como defensa.
Katayama jugó 38 veces para la Selección de fútbol de Japón entre 1961 y 1971. También fue elegido para integrar la selección nacional de Japón para los Juegos Olímpicos de Verano de 1964 y 1968.

## Trayectoria

### Clubes
| Club              | País  | Año         |
| ----------------- | ----- | ----------- |
| Mitsubishi Motors | Japón | 1963 - 1972 |

### Selección nacional
| Selección | País  | Año         |
| --------- | ----- | ----------- |
| Absoluta  | Japón | 1961 - 1971 |

## Estadística de equipo nacional
| Selección de Japón | Selección de Japón | Selección de Japón |
| Año                | Part.              | Goles              |
| ------------------ | ------------------ | ------------------ |
| 1961               | 4                  | 0                  |
| 1962               | 1                  | 0                  |
| 1963               | 5                  | 0                  |
| 1964               | 1                  | 0                  |
| 1965               | 4                  | 0                  |
| 1966               | 6                  | 0                  |
| 1967               | 5                  | 0                  |
| 1968               | 3                  | 0                  |
| 1969               | 4                  | 0                  |
| 1970               | 0                  | 0                  |
| 1971               | 5                  | 0                  |
| Total              | 38                 | 0                  |

## Palmarés

### Títulos nacionales
| Título              | Club              | País  | Año  |
| ------------------- | ----------------- | ----- | ---- |
| Japan Soccer League | Mitsubishi Motors | Japón | 1969 |
| Copa del Emperador  | Mitsubishi Motors | Japón | 1971 |

### Distinciones individuales
| Distinción                                      | Año  |
| ----------------------------------------------- | ---- |
| Japan Soccer League Best XI                     | 1966 |
| Japan Soccer League Best XI                     | 1967 |
| Japan Soccer League Best XI                     | 1968 |
| Japan Soccer League Best XI                     | 1969 |
| Japan Soccer League Best XI                     | 1970 |
| Inducido al Salón de la Fama del fútbol japonés | 2007 |